# Axinaea pennellii
Axinaea pennellii är en tvåhjärtbladig växtart som beskrevs av Henry Allan Gleason. Axinaea pennellii ingår i släktet Axinaea och familjen Melastomataceae.
Artens utbredningsområde är Peru. Inga underarter finns listade i Catalogue of Life.